# Biblia Impulsy
Biblia Impulsy – seria polskich przekładów biblijnych wraz z komentarzem, wydawanych od 2016 przez Księgarnię Św. Jacka. Redaktorem naukowym serii jest ks. dr hab. Janusz Wilk. Zapowiadana liczba tomów Nowego Testamentu wynosi 19, a w planach jest też opracowanie części ksiąg Starego Testamentu.
„Impulsy” w nazwie serii nawiązywać mają do formy komentarza, który w postaci impulsów (krótkich wskazówek) ma wskazywać na różne aspekty danej księgi.
Tekst biblijny został przetłumaczony z języka oryginalnego na komunikatywny język polski, a towarzyszy mu komentarz składający się z czterech punktów:
- Lektura tekstu (wskazówki dotyczące poszczególnych perykop);
- Refleksja (najczęściej nawiązuje do obecnych spraw społeczno-kulturowych);
- Aktualizacja (odnosi rozważany tekst do życia czytelnika);
- Czy wiesz że... (ciekawostki, poszerzające wiedzę biblijną).

Adresatami serii są przede wszystkim miłośnicy Pisma Świętego, którzy nie tylko chcą poznawać Biblię, lecz również nią żyć. Według ks. Jana Kochela, dynamika przyjętych krótkich form w przekładzie i komentarzu przypominają pierwotny kerygmat wspólnot chrześcijańskich i jako takie mają szanse dotrzeć do młodzieży przyzwyczajonej do podobnych środków przekazu (np. w mediach społecznościowych).

## Lista tomów
Lista tomów opublikowanych do lipca 2022:
| Numer tomu | Rok  | Tytuł                                                                                   |    | Autorzy przekładu |
| ---------- | ---- | --------------------------------------------------------------------------------------- | -- | --- |
| I. 1       | 2019 | Ewangelia według św. Mateusza (rozdz. 1-13)                                             | NT | ks. Zdzisław Żywica |
| I. 2       | 2020 | Ewangelia według św. Mateusza (rozdz. 14-28)                                            | NT | ks. Zdzisław Żywica |
| II         | 2016 | Ewangelia według św. Marka                                                              | NT | ks. Artur Malina (wstęp i przekład), ks. Janusz Wilk (komentarze) Tom aktualnie niedostępny; dodruk w czasie późniejszym |
| III        | 2021 | Ewangelia według św. Łukasza                                                            | NT | ks. Tomasz Kusz |
| IV         | 2020 | Ewangelia według św. Jana                                                               |    | Beata Urbanek |
| VII        | 2017 | Pierwszy List do Koryntian                                                              | NT | Anna Rambiert-Kwaśniewska, ks. Mariusz Rosik                                                                             |
| VIII       | 2018 | Drugi List do Koryntian                                                                 | NT | ks. Marcin Kowalski |
| XI         | 2017 | List do Filipian                                                                        | NT | ks. Janusz Wilk |
| XII        | 2018 | List do Kolosan. List do Filemona                                                       | NT | bp Zbigniew Kiernikowski                                                                                                 |
| XIII       | 2019 | Pierwszy List do Tesaloniczan. Drugi List do Tesaloniczan                               | NT | Anna Rambiert-Kwaśniewska                                                                                                |
| XIV        | 2018 | Listy Pasterskie. Pierwszy List do Tymoteusza. Drugi List do Tymoteusza. List do Tytusa | NT | ks. Janusz Wilk |
| XVI        | 2017 | List św. Jakuba                                                                         | NT | ks. Józef Kozyra |
| XIX        | 2019 | Apokalipsa św. Jana                                                                     | NT | ks. Dawid Ledwoń |
| XIX        | 2022 | Pieśń nad pieśniami                                                                     | ST | ks. Krzysztof Bardski |

## Zapowiedź
Ewangelia według św. Marka /dodruk zunifikowanej wersji - wrzesień 2022.